# فیل تریر
فیل تریر (به انگلیسی: Fell Terrier)، نام یکی از نژادهای سگ است که خاستگاه آن به انگلستان بازمی‌گردد.